# الضبات (المخادر)

تعديل مصدري - تعديل

الضبات هي إحدى قرى عزلة بني سرحة بمديرية المخادر التابعة لمحافظة إب، بلغ تعداد سكانها 921 نسمة حسب تعداد اليمن لعام 2004.